# انتخابات الرئاسة البنمية 1916
انتخابات الرئاسة البنمية 1916 هي الانتخابات الرئاسية التي جرت في 1916، في بنما، فاز بالانتخابات رامون ماكسيميليانو فالديس.